# Балика, Дмитрий Андреевич
Дмитрий Андреевич Балика (укр. Дмитро Андрійович Балика; (21 сентября 1894, Седнев, Черниговская губерния, Российская империя — 9 апреля 1971, Горький, РСФСР, СССР) — русский и советский библиотековед, библиографовед, книговед и педагог.

## Биография
Родился 21 сентября 1894 года в Седневе в крестьянской семье.
В 1908 году поступил в Черниговское реальное училище, который он окончил в 1911 году, сразу же после окончания учёбы переехал в Петроград, где с 1912 по 1916 год учился в СпбПИ[уточнить] и СпбПУ[уточнить].
В 1916 году переехал в Башкирию и устроился на работу библиотекарем в земскую библиотеку села Шаран, с 1917 по 1919 год работал библиотекарем в библиотеках Белебея и Уфы, после чего поступил на краткосрочные курсы на педагогическое отделение ТомскГУ и остался там в качестве преподавателя, затем был назначен деканом библиотечного факультета Сибирского института политпросвещения.
К нему пришла идея создания Музея библиотековедения (который существовал с 1919 по 1921 год), ставший центром исследовательской работы. В 1921 году переехал в УССР и поселился в Киеве, где работал в различных библиотеках. В 1927 году был избран профессором университета в Нижнем Новгороде, это назначение определило его дальнейшую судьбу — в 1930 году он переехал в Нижний Новгород и посвятил этому городу всю оставшуюся жизнь. В Нижнем Новгороде, затем в Горьком работал в различных библиотеках, являлся основателем Горьковской областной библиотеки.
Скончался 9 апреля 1971 года в Горьком. Похоронен на кладбище «Марьина Роща».

## Научные работы
Основные научные работы посвящены библиотековедению, библиографоведению и истории библиотечного дела.